# ヴィチェンツァ市街とヴェネト地方のパッラーディオのヴィッラ
ヴィチェンツァ市街とヴェネト地方のパッラーディオのヴィッラ（ヴィチェンツァしがいとヴェネトちほうのパッラーディオのヴィッラ）は、イタリアの都市ヴィチェンツァとヴェネト州一帯にあるユネスコの世界遺産登録物件名。登録は1994年。1996年には拡張され、建築物が追加された。16世紀に活躍した建築家アンドレーア・パッラーディオの設計したパラッツォおよびヴィッラを対象とする。

## 概説
ヴィチェンツァは、紀元前2世紀から紀元前1世紀に建設されたローマの都市ウィケティアが起源となっている。他の北イタリアの都市と同じように、13世紀にはコムーネを組織し、近隣の都市国家と闘争を繰り広げたが、15世紀にヴェネツィア共和国の統治下におかれたことで、平和と経済的繁栄がもたらされ、卓越した芸術活動を生み出すことになった。

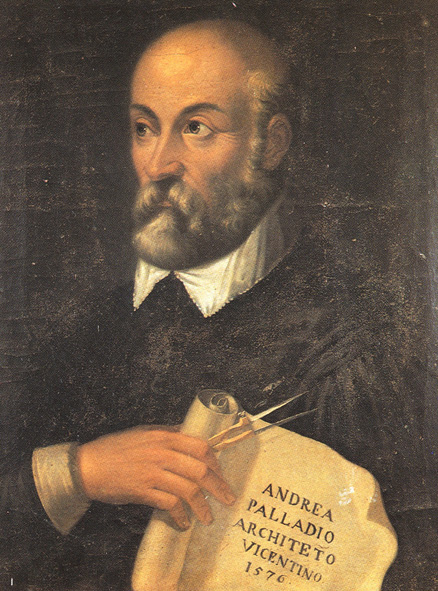
アンドレーア・パッラーディオ

今日、世界遺産に登録されている物件は、建築家アンドレーア・パッラーディオと彼の弟子ヴィンチェンツォ・スカモッツィの手によるものである。パッラーディオはイタリアの偉大な建築家のひとりで、彼の作品が多く残るヴィチェンツァは「パッラーディオの街」と呼ばれる。パッラーディオはルネサンス期で最初の職業建築家（つまり他の芸術活動は行わなかった）であり、設計した建築物や著作に由来するスタイルは、後にパッラーディオ主義と呼ばれ、ヴェネツィア共和国をはじめ、ドイツ、ロシア、そしてイギリス、1760年代以後にはアメリカ合衆国にまで広がりを見せた。このように、一個人の名を冠する建築様式はほかになく、彼がいかに独創性豊かで一貫したスタイルを保ち続けたかが分かる。
古代遺跡に関する知識と、ドナト・ブラマンテやヤーコポ・サンソヴィーノ、ミケランジェロ・ブオナローティ、ジュリオ・ロマーノ、そしてヴェネツィアのビザンティン建築からの影響を受けたパッラーディオのスタイルは、いくぶんマニエリスム的な部分もあるためか、後に新古典主義の理論家・建築家らによって純粋でないと評された。しかし、ゲーテなどは、イタリア紀行の途中でヴィチェンツァの町並みに触れ、パッラーディオの能力を高く評価している。
パッラーディオは公共建築や宗教建築の設計も行ったが、終始一貫して取り組んだ建築がヴィッラであり、その作品の数も多い。そして後世、20世紀に至るまで影響を与え続けたのも、このヴィッラであった。これらの事柄を考慮し、1994年、ヴェネト地方に点在するパッラーディオ設計のヴィッラが世界遺産として登録された。

## 主な建築物

### ヴィチェンツァ市街にあるもの
- パラッツォ・バルバラーノ・ダ・ポルト
- パラッツォ・チヴェーナ・トリッシノ

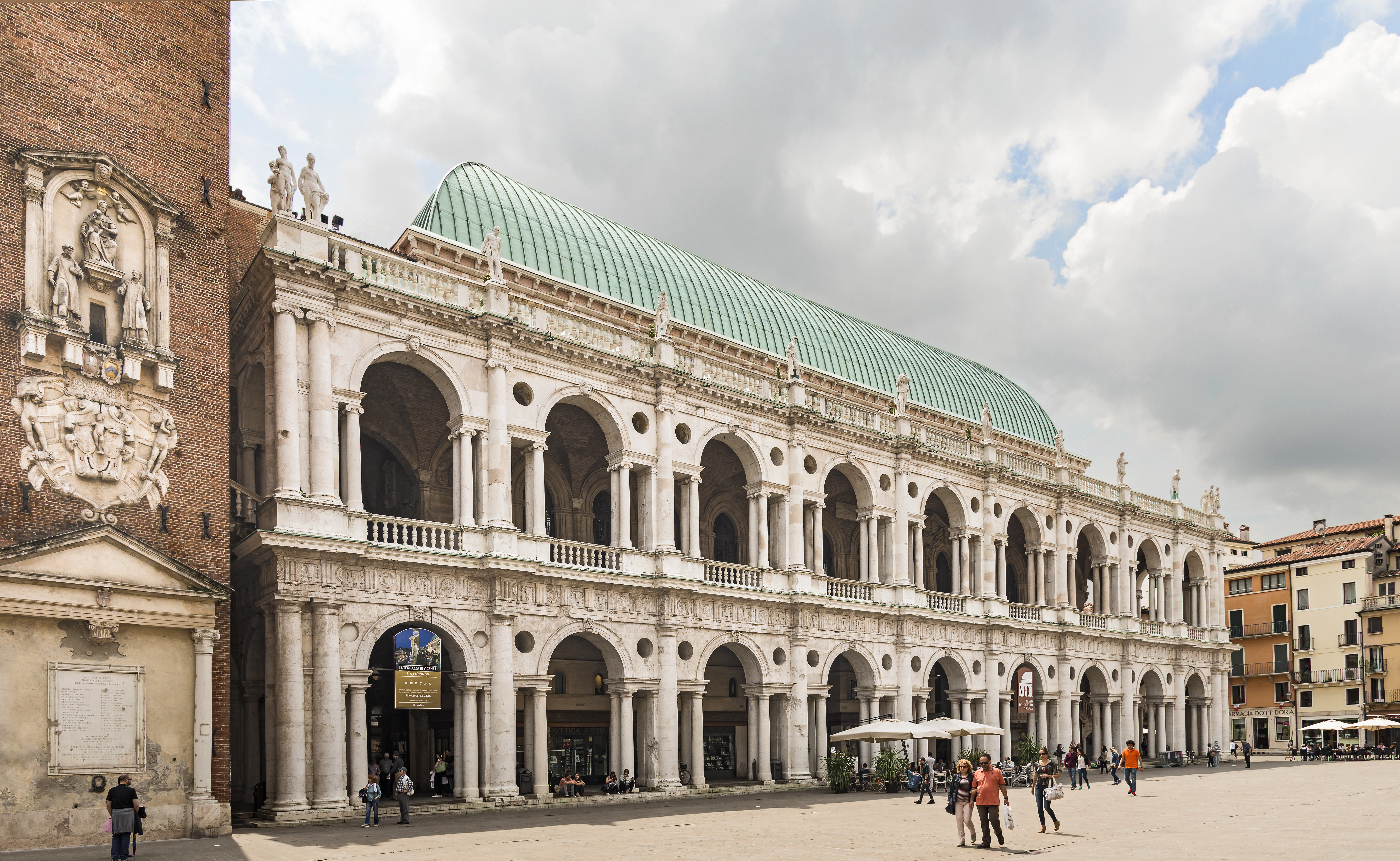
バシリカ・パッラーディアーナ

- パラッツォ・ティエーネ・ディ・スカンディアーノ
- パラッツォ・ポルト
- パラッツォ・デッラ・ラジョーネ　通称「バシリカ・パッラーディアーナ」
- ロッジア・デル・カピタニアート
- パラッツォ・ヴァルマラーナ
- パラッツォ・ポルト・ブレガンツェ
- パラッツォ・キエリカーティ（現在キエリカーティ絵画館）
- テアトロ・オリンピコ
- パラッツォ・ダ・モンテ
- パラッツォ・スキオ
- カーサ・コゴッロ

### ヴェネト地方にあるもの

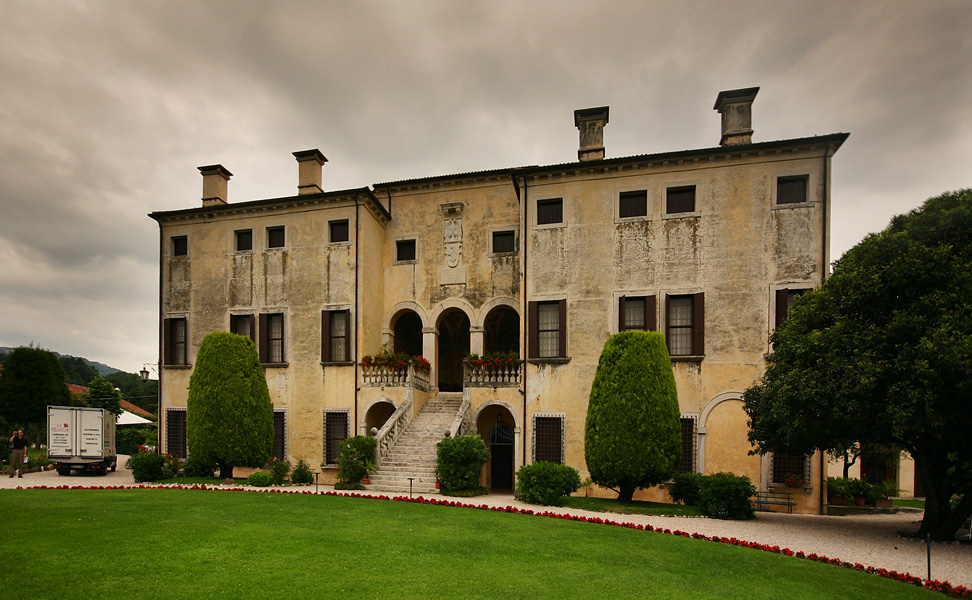
ヴィッラ・ゴーディ

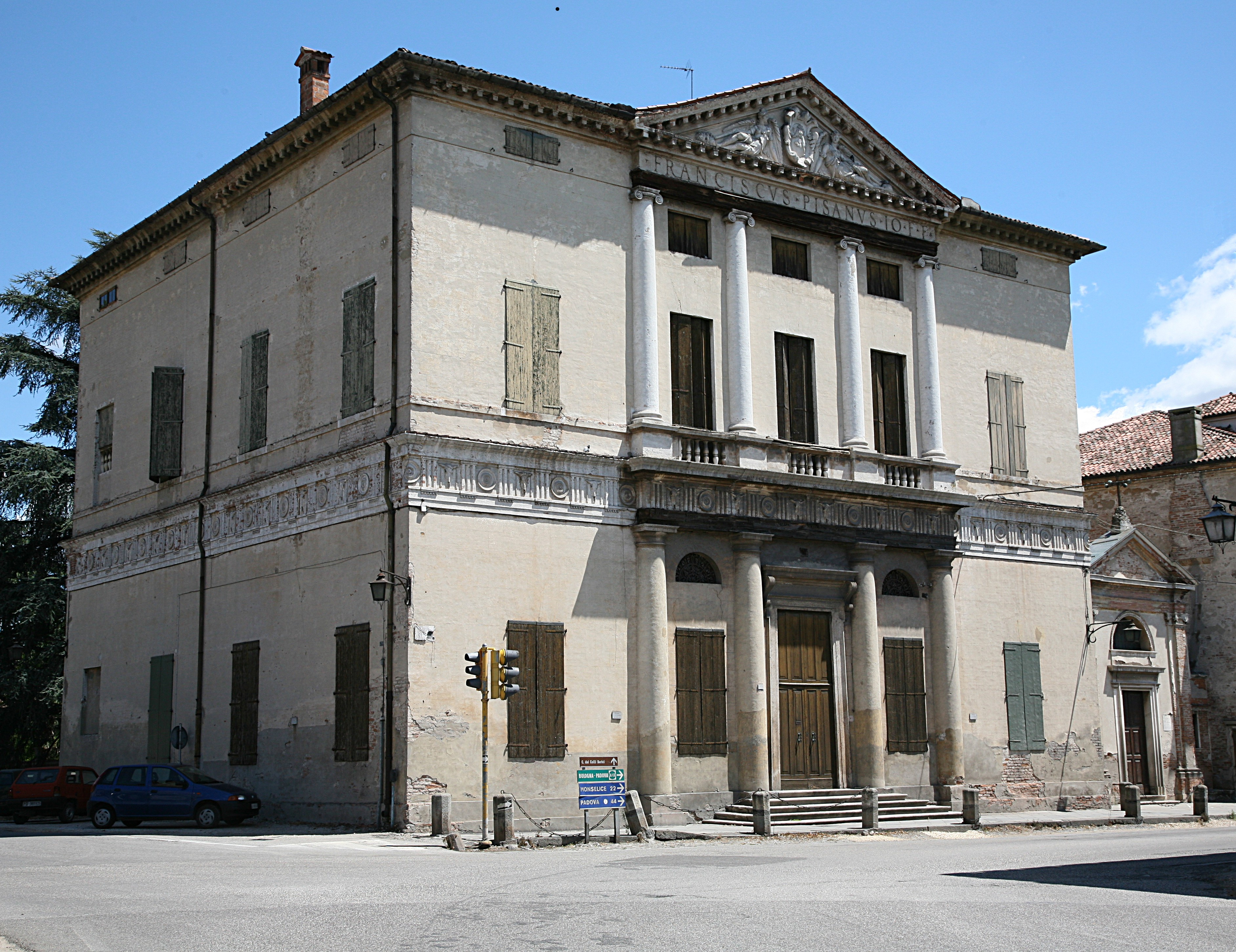
ヴィッラ・ピザーニ

- ヴィッラ・アルメリコ　「ラ・ロトンダ」（ヴィチェンツァ近郊）
- ヴィッラ・ガッゾッティ
- ヴィッラ・アンガラーノ付属屋
- ヴィッラ・カルドーニョ
- ヴィッラ・キエリカーティ
- ヴィッラ・フォルニ
- ヴィッラ・ゴーディ
- ヴィッラ・ピザーニ
- ヴィッラ・ポヤーナ
- ヴィッラ・サラチェーノ
- ヴィッラ・ティエーネ付属屋
- ヴィッラ・バルバロ

## 登録基準
この世界遺産は世界遺産登録基準のうち、以下の条件を満たし、登録された（以下の基準は世界遺産センター公表の登録基準からの翻訳、引用である）。
- (1) 人類の創造的才能を表現する傑作。
- (2) ある期間を通じてまたはある文化圏において、建築、技術、記念碑的芸術、都市計画、景観デザインの発展に関し、人類の価値の重要な交流を示すもの。